# Norbert Cieraciew
Norbert Cieraciew (ur. 13 listopada 1974) – polski hokeista. 

## Kariera
- KTH Krynica (1997-2004)

W trakcie kariery określany pseudonimem Cierek. Po zakończeniu profesjonalnej kariery zawodniczej został graczem drużyny oldbojów KH Oldboys Sanok.

## Osiągnięcia
Klubowe
- Srebrny medal mistrzostw Polski: 1999 z KTH Krynica
- Brązowy medal mistrzostw Polski: 2000 z KTH Krynica